# Alessandro Volta
Alessandro Giuseppe Antonio Anastasio Volta (ur. 18 lutego 1745 w Como, zm. 5 marca 1827 tamże) – włoski naukowiec i arystokrata; fizyk doświadczalny, wynalazca, konstruktor i fizjolog, hrabia oraz tercjarz franciszkański. Laureat Medalu Copleya (1794).

## Życiorys
Rodzice Alessandro obawiali się, że jest on upośledzony, ponieważ do 5 roku życia nie potrafił mówić. Jednak, gdy zaczął uczęszczać do miejscowej szkoły prowadzonej przez jezuitów, okazało się, że młody Volta znacznie przewyższa intelektualnie większość rówieśników. Od najmłodszych lat wykazywał ogromne zainteresowanie fizyką, a zwłaszcza elektrycznością. W wieku osiemnastu lat zaczął korespondować ze znanym paryskim fizykiem Abbe Nolletem.
W 1774 skonstruował elektrofor, umożliwiający elektryzowanie ciał. W 1776 odkrył metan. Eksperymentował z zapalaniem gazów w zamkniętej przestrzeni przy użyciu iskry elektrycznej. W roku 1781 skonstruował elektroskop, umożliwiający pomiary elektryczności. W 1782 skonstruował kondensator. 20 marca 1800 r. wysyła do prezydenta Royal Society z Londynu list, w którym opisuje konstrukcję pierwszego ogniwa galwanicznego, składającego się z dwóch płytek z różnych metali, jedna z miedzi bądź srebra, druga z cyny lub cynku zanurzonych w filiżance ze słoną wodą. Opisuje także połączenie szeregowe takich ogniw oraz uproszczenie układu poprzez zastąpienie filiżanek z blaszkami, układem krążków metalowych przełożonych krążkami papieru nasączonego słoną wodą, zwanego stos Volty. Wynalezienie ogniw chemicznych jako wydajnych źródeł prądu elektrycznego zaowocowało na początku XIX w. licznymi odkryciami. W 1801 zaprezentował przed samym Napoleonem Bonaparte stos Volty. Zafascynowany cesarz uczynił go hrabią, senatorem Królestwa Włoch, odznaczył specjalnym medalem i wyznaczył bardzo wysoką stałą pensję. Prócz tego Volta otrzymał także Legię Honorową.
W 1779 Alessandro Volta został profesorem fizyki na uniwersytecie w Pawii. Zajmował to stanowisko przez 25 lat. W 1794 Volta pojął za żonę Teresę Peregrini, córkę Ludovico Peregriniego. Volta był człowiekiem głęboko religijnym, codziennie zapalał lampkę przed wizerunkiem Matki Bożej i codziennie odmawiał przy domowym ołtarzyku różaniec. Był tercjarzem franciszkańskim. Przez wiele lat prowadził spór dotyczący natury elektryczności z Luigim Galvanim.

## Upamiętnienie
Na jego cześć jednostkę napięcia elektrycznego nazwano wolt (volt). Jego imię nosi też planetoida (8208) Volta oraz krater Volta na Księżycu.